# Кизеллаг
Кизеллаг (Кизеловский ИТЛ) — подразделение, действовавшее в структуре Главного управления исправительно-трудовых лагерей Народного комиссариата внутренних дел СССР (ГУЛАГ НКВД). Располагалось близ города Кизел с 6 июня 1947 года.

## История

### Численность
| Дата       | Количество заключённых |
| ---------- | ---------------------- |
| 01.06.1947 | 2 362                  |
| 01.01.1948 | 11 343                 |
| 01.01.1949 | 13 373                 |
| 01.01.1950 | 15 067                 |
| 01.01.1951 | 19 729                 |
| 01.01.1952 | 17 170                 |
| 01.01.1953 | 21 285                 |
| 15.07.1953 | 12 825                 |
| 01.01.1954 | 12 373                 |
| ??.07.1955 | 14 108                 |
| 01.01.1956 | 12 927                 |
| 01.01.1957 | 13 925                 |
| 01.01.1959 | 13 840                 |
| 01.01.1960 | 10 611                 |

## Производство
К производству относились лесозаготовки, а также строительство и ремонтные работы на Широковской ГЭС, Косвинском гидролизном заводе, судоремонтных мастерских, работа в каменном карьере, изготовление мебели, строительство и содержание железных дорог.

## Начальники лагеря
- Ф. С. Трубицын (1947)
- П. И. Цапалин (1947—1948)
- М. П. Гнедков (1948—1951)
- Н. И. Кузнецов (1951)
- С. Г. Краснов (1953)
- И. И. Евдокимов (1953—1954)
- А. Н. Янков (1956)